# Archibald Gripsou
« Gripsou » redirige ici. Pour l’article homophone, voir Grippe-sou.
Archibald Gripsou (Flintheart Glomgold en VO) est un personnage de fiction de l'univers des canards créé par les studios Disney. Créé en 1956 par Carl Barks, il est un des adversaires de Picsou.
Dans les bandes dessinées en français, il est la plupart du temps appelé Gripsou mais dans quelques traductions, il a été appelé Gédéon Nemapa, Mac O'Rifer ou Fiacre Cousudor, comme dans Picsou riche à billions (Zio Paperone e il bisbilione) où apparaît également le personnage de Flairsou, un autre rival de Picsou.

## Description
Gripsou est basé en Afrique du Sud. C'est un milliardaire dénué de scrupules, sorte de version maléfique de Picsou. Il est généralement dépeint comme pingre, cruel, aigri et brutal, ne reculant pas devant la planification de meurtres pour parvenir à ses fins, et ce, bien plus souvent que Crésus Flairsou chez qui les tentatives d'élimination "physique" restent assez rares, bien qu'elles existent. Il appartient à la même génération que Picsou : Don Rosa le dépeignait comme légèrement plus jeune.
À la différence de Flairsou, qui est devenu un adversaire fréquent de Picsou dans les histoires des auteurs italiens, Gripsou a lui surtout été utilisé par l'éditeur Egmont avec des auteurs tels que Vicar, Daniel Branca et Don Rosa. Gripsou est également apparu dans des histoires de production danoise et hollandaise. Il est le principal adversaire de Picsou dans la série en dessin animé La Bande à Picsou de 1987 (dans cette version, il habite Canardville et a des origines écossaises et non sud-africaines) et son reboot de 2017.

## Sa famille
Même si Gripsou est souvent représenté seul, on peut apercevoir des membres de sa famille dans quelques histoires. Il y a son grand-père Rockbald, simple cocher londonien qu'on peut apercevoir dans deux histoires : Le plus Grand Trésor de Donaldville! (The Top Treasure In Town), et Les ombres du passé (The Glomgold Heritage). Dans cette dernière histoire, on apprend que son grand-père écossais, accusé de vol à tort, a du fuir en Afrique du Sud pour refaire sa vie. Son fils, le père de Gripsou, va devenir fermier comme les Boers. Cela permet de réconcilier les origines écossaises et sud-africaines de Gripsou.
Il possède également un neveu fainéant du nom de Casimir Moudujnou (Slackjaw Snorehead), créé en 2006 par Lars Jensen et apparu dans deux histoires dessinées par Vicar.

## Apparitions

### Bandes dessinées
Gripsou est apparu dans un peu plus de 320 histoires d'après le site INDUCKS, dont environ 150 répertoriées en France (en août 2021).
Sa première apparition a lieu en septembre 1956 dans Picsou contre Gripsou (The Second Richest Duck) dans laquelle Picsou et lui se défient pour savoir qui est le plus riche du monde. Dans cette histoire, Gripsou et Picsou ne se connaissent apparemment pas et ne semblent jamais s'être rencontrés lorsque Gripsou lance son défi à Picsou. En effet, cette histoire est un reflet de l'histoire économique américaine qui traverse une mauvaise passe avec l'effondrement de la bourse et la pauvreté qui se répand. Picsou est confiant grâce à ses opérations sur le marché des actions et pense que sa place de l'homme le plus riche du monde n'est pas à remettre en question. C'est à ce moment qu'il apprend par le biais de la presse que ce titre reviendrait à Gripsou, dont il a l'air d'apprendre l'existence. Une rencontre est organisée pour qu'ils puissent se défier,. Barks l'utilisa dans deux autres histoires : Le champion de la fortune (The Money Champ) et Safari siffleur (So Far And No Safari),.
Par la suite, il y aura beaucoup moins d'histoires avec Gripsou. En effet, ce dernier sera éclipsé par l’ascension de Flairsou. Le personnage renaîtra grâce à la maison d'édition danoise Egmont, où il sera utilisé par des auteurs comme Vicar ou Daniel Branca.
Don Rosa l'a utilisé comme adversaire de Picsou dans sa première histoire dessinée pour Disney, Le Fils du soleil (The Son of the Sun), ainsi que dans quelques autres histoires, ramenant le personnage sur le devant de la scène. Dans son sixième épisode de La Jeunesse de Picsou : La terreur du Transvaal (The Terror Of The Transvaal), il lui fait rencontrer pour la première fois Picsou en Afrique du Sud ; à cette occasion, Don Rosa précise ses origines en faisant de lui un Boer. Le jeune Gripsou est un prospecteur malhonnête qui gagne la confiance de Picsou puis le dépouille de ses biens. Picsou le rattrape ensuite et l'humilie devant toute la ville. Cette version n'est qu'apparemment contradictoire avec celle de Carl Barks : dans l'histoire de Rosa, en effet, Gripsou ne se présente pas nommément à Picsou, et la dernière case précise que Picsou ignore le nom de son adversaire. Il est donc tout à fait vraisemblable que, dans l'histoire de Barks, Picsou ne reconnaisse pas son vieil ennemi plusieurs décennies plus tard. Rien n'indique par ailleurs chez Barks que Gripsou ne connaisse pas Picsou. D’ailleurs, Don Rosa précise que l'accueil glacial de Gripsou quand Picsou arrive pour la première fois dans son coffre peut être vu comme un signe que Gripsou savait à qui il avait affaire. Son défi à Picsou prend donc, si l'on considère les récits de Barks et Rosa comme faisant partie d'une même chronologie, l'aspect d'une revanche contre le rival qui l'avait humilié jadis.

### Dessins animés
A la fin des années 1980, Gripsou fait son grand retour dans La Bande à Picsou (1987-89). Il est l'un des principaux ennemis de Picsou dans la série et apparaît d'ailleurs dès le deuxième épisode Fausse route vers Fausse Route (Treasure of the Golden Suns, part 2 : Wronguay in Ronguay),. Pour des raisons liées à l'actualité politique de l'époque, le personnage est dépeint comme un écossais habitant Canardville et non plus comme un Sud-africain. Dans cet objectif, il aborde un nouveau look avec un kilt et un béret. Dans la série, il est doublé par Hal Smith en version originale et Roger Carel en version française. Pour confirmer ses origines, Hal Smith lui donne un accent écossais,.
On le retrouve ensuite dans le reboot de 2017 de la série. Comme dans la version de 1987, il est un antagoniste important de Picsou et sa famille : de fait, il apparaît dès le premier épisode La Bande à Picsou et l'Atlantide ! (Woo-oo!). Le reboot propose une version très différente du personnage. En effet, il est représenté comme un personnage burlesque voulant détruire Picsou à n'importe quel prix. Même si son accent et ses vêtements laissent penser qu'il est écossais, on apprend dans l'épisode 3 de la saison 2 La ballade de Duke Baleineau ! (The Ballad of Duke Baloney!) que Gripsou a bien des origines sud-africaines, comme initialement dans la bande dessinée. Son vrai nom est Duke Balaineau (Duke Baloney en VO). Quand il était enfant, il débuta comme cireur de chaussures de la même manière que Picsou. Un jour, il se trouva à cirer les chaussures de ce dernier, qui lui donna un dime américain pour le récompenser de son travail. Le but était de lui donner une leçon, comme Picsou en avait reçu une autrefois. Mais Gripsou s'est au contraire sentit arnaqué et commença à haïr le milliardaire. Il décida de changer de nom et de s'installer à Canardville en se faisant passer pour un Écossais, afin de rivaliser avec Picsou,,. En version originale il est doublé par Keith Ferguson et en version française par Marc Perez.
Par ailleurs Gripsou fera également une brève apparition dans la série Myster Mask, à l'occasion de l'épisode L'Affaire des doubles zéros (In Like Blunt). Lors de ce caméo, il est entouré des Rapetou et de Miss Tick.

#### Filmographie
- 1987-1990 : La Bande à Picsou (DuckTales) (série télévisée)
- 1991-1992 : Myster Mask (Darkwing Duck) (série télévisée) (caméo)
- 2017-2021 : La Bande à Picsou (DuckTales) (série télévisée)

## Lieux de résidence
Dans les bandes dessinées, Archibald Gripsou vit dans un coffre-fort presque identique à celui de Picsou, excepté qu’il arbore le signe de la livre sterling (£), et non du dollar ($), dans le cercle ornant sa façade. Le coffre en question semble se situer dans la vallée de Limpopo en Afrique du Sud. Par ailleurs le milliardaire a aussi, semble-t-il, 300 mètres cubes d’argent liquide dans son dépôt.
En revanche, dans les deux versions de La Bande à Picsou, Gripsou n'habite plus en Afrique du Sud mais à Canardville, tout comme Picsou.

## Anecdotes
- Certains traducteurs confondent parfois Gripsou avec Crésus Flairsou, bien que les deux personnages ne se ressemblent pas du tout. Dans Picsou Magazine N°181, Gripsou se nomme Flairsou dans Picsou, vainqueur malgré lui (Kampen om formandsposten)[35].
- Il est aussi un des principaux antagonistes du jeu vidéo Disney's DuckTales 2 (La Bande à Picsou 2) sorti sur Nintendo Nes en 1993.
- Dans le langage familier, un "grippe-sou" est une personne avare, faisant de petites économie sur tout[36].